# Россолимо, Леонид Леонидович
Леони́д Леони́дович Россоли́мо (31 мая 1894, Одесса — 26 января 1977, Москва) — российский географ-гидролог, доктор географических наук, профессор, основатель советской лимнологической школы.

## Биография
Происходил из известной греческой семьи. Родился в 1894 году в Одессе, в семье юриста Леонида Ивановича Россолимо и Христины Исаевны (урожд. Перваноглу). Его дядя, младший брат отца, Григорий Иванович Россолимо (1860—1928) был известным врачом-невропатологом, чьё имя в дальнейшем присвоили одной из улиц Москвы (см. улица Россолимо).
В 1917 году окончил физико-математический факультет Московского университета. Работал на Мурманской, Черноморской и Косинской биологических станциях.
В 1918—1922 — ассистент Одесского университета. Изучал одесские лиманы и черноморский планктон. Участвовал в экспедиции по изучению советских морей на судне «Персей». В 1922 работал ассистентом в МГУ.
С 1923 по 1941 возглавлял Косинскую лимнологическую станцию, расположенную под Москвой на Косинских озёрах — Белом, Чёрном и Святом. В 1923 году территория Косинских озер (54,4 га) была включена в список первых заповедников СССР, наряду с Астраханским, Ильменским, Пензенским, Кавказским и Крымским заповедниками. Территория озёр и болот объявлялась заповедной. За период руководства Л. Л. Россолимо было издано 23 выпуска трудов станции. Он стал основателем советской лимнологической школы, включавшей талантливых учёных: В. И. Кудряшева, Г. Г. Винберга, К. А. Маклевского, С. И. Кузнецова и других.
В 1930-х годах Л. Л. Россолимо в своих работах выдвинул новый балансовый принцип изучения водоёмов, что стало большим достижением в СССР в изучении круговорота вещества и трансформации энергии. В рамках этого так называемого «балансового подхода» начал свои исследования первичной продукции (то есть создания автотрофами органического вещества) и Г. Г. Винберг, который использовал метод «тёмных и светлых склянок», позволяющий судить о количестве образовавшегося при фотосинтезе органического вещества по количеству выделившегося кислорода.
В 1938 году возглавил только что созданную Беломорскую биологическую станцию МГУ.
В 1942—1959 заведовал кафедрой гидрологии в Московском технологическом институте рыбной промышленности.
С 1959 руководил группой лимнологии Института географии АН СССР.

## Награды и премии
- Премия Московского общества испытателей природы (1932).
- Премия Президиума АН СССР (1958).
- Премия общества «Знание» (1966).

## Основные работы
- Остатки организмов в торфах и сапропелях. 1930.
- Термика Косинских озёр. 1932.
- Очерки по географии внутренних вод СССР: Реки и озёра. 1952.
- Температурный режим озера Байкал // Труды Байкальской лимнологической станции. — 1957. — Т. 16.
- Байкал. 1966, 1971.
- Изменение режима лимнологических экосистем под воздействием антропогенного фактора. 1977.